# Listă de serii cu peste 20 de filme
Aceasta este o listă de serii cu peste 20 de filme.

Legenda:
- (A) – Serie de filme 100% animate
- (a) – Serie de filme care nu sunt 100% animate și conțin filme artistice ca sequel sau prequel
- (TV) – film de televiziune
- (V) – direct pe video
- (*) – serial TV atașat

## 21
| - Mil Máscaras 1. Mil Máscaras (1966) 2. Los Canallas (The Scoundrels) (1966) 3. Las Vampiras (The Vampire Girls) (1968) 4. Enigma de Muerte (Enigma of Death) (1968) 5. Los Campeones Justicieros (The Champions of Justice) (1970) 6. Las Momias de Guanajuato (The Mummies of Guanajuato) (1970) 7. El Robo de las Momias de Guanajuato (The Theft of the Mummies of Guanajuato) (1972) 8. Vuelven los Campeones Justicieros (The Champions of Justice Return) (1972) 9. Una Rosa Sobre el Ring (A Rose In The Ring) (1972) 10. Leyendas Macabras de la Colonia (Macabre Legends of The Colony) (1973) 11. Los Vampiros de Coyoacán (The Vampires of Coyoacán) (1973) 12. Las Momias de San Ángel (The Mummies of San Ángel) (1973) 13. El Poder Negro (Black Power) (1973) 14. Misterio en las Bermudas (Mystery In Bermuda) (1977) 15. El Hijo de Santo en la Frontera Sin Ley (Son of Santo In The Lawless Frontier) (1983) 16. La Verdad de la Lucha (The Truth About Wrestling) (1988) 17. La Llave Mortal (The Deadly Wrestling Hold) (1990) 18. Mil Mascaras vs. the Aztec Mummy (2007) (aka Mil Mascaras: Resurrection) 19. Academy of Doom (2007) (formerly called Wrestling Women vs. the Brainiac) 20. Mil Máscaras: Héroe (Mil Máscaras, Hero) (2008) 21. Mil Mascaras: Aztec Revenge (2010) |

## 22
| - East Side Kids 1. East Side Kids (1940) 2. Boys of the City (1940) 3. That Gang of Mine (1940) 4. Pride of the Bowery (1940) 5. Flying Wild (1941) 6. Bowery Blitzkrieg (1941) 7. Spooks Run Wild (1941) 8. Mr. Wise Guy (1942) 9. Let's Get Tough! (1942) 10. Smart Alecks (1942) 11. Neath Brooklyn Bridge (1942) 12. Kid Dynamite (1943) 13. Clancy Street Boys (1943) 14. Ghosts on the Loose (1943) 15. Mr. Muggs Steps Out (1943) 16. Million Dollar Kid (1944) 17. Follow the Leader (1944) 18. Block Busters (1944) 19. Bowery Champs (1944) 20. Docks of New York (1945) 21. Mr. Muggs Rides Again (1945) 22. Come Out Fighting (1945) - Taboo 1. Taboo (1980) 2. Taboo 2 (1982) 3. Taboo 3 - The Final Chapter (1984) 4. Taboo 4 - The Younger Generation (1985) 5. Taboo 5 - The Secret (1987) 6. Taboo 6 - The Obsession (1988) 7. Taboo 7: The Wild And The Innocent (1989) 8. Taboo 8 (1990) 9. Taboo 9 (1991) 10. Taboo 10 (1992) 11. Taboo 11 (1994) 12. Taboo 12 (1994) 13. Taboo 13 (1994) 14. Taboo 14 (1995) 15. Taboo 15 (1995) 16. Taboo 16 (1996) 17. Taboo 17 (1997) 18. Taboo 18 (1998) 19. Taboo 19 (1998) 20. Taboo 2001: Sex Oddyseey (2002) 21. Taboo 21 (2004) 22. Taboo 22 (2006) | - Tales for All 1. The Dog Who Stopped the War (1984) 2. The Peanut Butter Solution (1985) 3. Bach and Broccoli (1986) 4. The Young Magician (1987) 5. The Great Land of Small (1987) 6. Tadpole and the Whale (1997) 7. Tommy Tricker and the Stamp Traveller (1988) 8. Summer of the Colt (1991) 9. Bye Bye, Red Riding Hood (1989) 10. The Case of the Witch Who Wasn't (1990) 11. Vincent and Me (1990) 12. Reach for the Sky (1990) 13. The Clean Machine (1992) 14. The Flying Sneaker (1990) 15. The Return of Tommy Tricker (1994) (Sequel to Tommy Tricker and the Stamp Traveller) 16. Dancing on the Moon (1997) 17. Letters from Santa (2000) 18. My Little Devil (1999) 19. Regina (2001) 20. The Hidden Fortress (2001) 21. Summer with the Ghosts (2003) 22. Daniel and The Superdogs (2004) - Texas Rangers 1. The Rangers Take Over (1942) 2. Bad Men of Thunder Gap (1943) 3. Border Buckaroos (1943) 4. Boss of Rawhide (1943) 5. Fighting Valley (1943) 6. Return of the Rangers (1943) 7. Trail of Terror (1943) 8. West of Texas (1943) 9. Brand of the Devil (1944) 10. Dead or Alive (1944) 11. Gangsters of the Frontier (1944) 12. Guns of the Law (1944) 13. Gunsmoke Mesa (1944) 14. Outlaw Roundup (1944) 15. The Pinto Bandit (1944) 16. Spook Town (1944) 17. The Whispering Skull (1944) 18. Enemy of the Law (1945) 19. Flaming Bullets (1945) 20. Frontier Fugitives (1945) 21. Marked for Murder (1945) 22. Three in the Saddle (1945) - Tsuribaka Nisshi 1. Tsuribaka Nisshi (1988) 2. Tsuribaka Nisshi 2 (1989) 3. Tsuribaka Nisshi 3 (1990) 4. Tsuribaka Nisshi 4 (1991) 5. Tsuribaka Nisshi 5 (1992) 6. Tsuribaka Nisshi 6 (1993) 7. Tsuribaka Nisshi Special (1994) 8. Tsuribaka Nisshi 7 (1994) 9. Tsuribaka Nisshi 8 (1996) 10. Tsuribaka Nisshi 9 (1997) 11. Tsuribaka Nisshi 10 (1998) 12. Hana no O-Edo no Tsuribaka Nisshi (1998) 13. Tsuribaka Nisshi Eleven (2000) 14. Tsuribaka Nisshi 12: Shijo Saidai no Yukyu Kyuka (2001) 15. Tsuribaka Nisshi 13: Hama-chan Kiki Ippatsu! (2002) 16. Tsuribaka Nisshi 14: O-Henro Dai Panic! (2003) 17. Tsuribaka Nisshi 15: Hama-chan ni Ashita wa nai!? (2004) 18. Tsuribaka Nisshi 16: Hamasaki wa Kyou mo Dama datta (2005) 19. Tsuribaka Nisshi 17: Ato wa Noto nare Hama to nare! (2006) 20. Tsuribaka Nisshi 18: Hama-chan Su-san Seto no Yakusoku (2007) 21. Tsuribaka Nisshi 19: Yokoso! Suzuki Kensetsu Goikko Sama (2008) 22. Tsuribaka Nisshi 20: Final (2009) |

## 23
| - Åsa-Nisse 1. Åsa-Nisse (1949) 2. Åsa-Nisse på jaktstigen (1950) 3. Åsa-Nisse på nya äventyr (1952) 4. Åsa-Nisse på semester (1953) 5. Åsa-Nisse på hal is (1954) 6. Åsa-Nisse ordnar allt (1955) 7. Åsa-Nisse flyger i luften (1956) 8. Åsa-Nisse i full fart (1957) 9. Åsa-Nisse i kronans kläder (1958) 10. Åsa-Nisse jubilerar (1959) 11. Åsa-Nisse som polis (1960) 12. Åsa-Nisse bland grevar och baroner (1961) 13. Åsa-Nisse på Mallorca (1962) 14. Åsa-Nisse och tjocka släkten (1963) 15. Åsa-Nisse i popform (1964) 16. Åsa-Nisse slår till (1965) 17. Dessa fantastiska smålänningar med sina finurliga maskiner (1966) 18. Åsa-Nisse i raketform (1966) 19. Åsa-Nisse i agentform (1967) 20. Sarons ros och gubbarna i Knohult (1968) 21. Åsa-Nisse och den stora kalabaliken (1968) 22. Åsa-Nisse i rekordform (1969) 23. Åsa-Nisse – wälkom to Knohult (2011) - Boston Blackie * 1. Boston Blackie's Little Pal (1918) (Silent Films) 2. The Silk-Lined Burglar (1919) 3. Blackie's Redemption (1919) 4. Missing Millions (1922) 5. The Face in the Fog (1922) 6. Boston Blackie (1923) 7. Crooked Alley (1923) 8. Through the Dark (1924) 9. The Return of Boston Blackie (1927) 10. Meet Boston Blackie (1941) (1940s Columbia Films) 11. Confessions of Boston Blackie (1941) 12. Alias Boston Blackie (1942) 13. Boston Blackie Goes Hollywood (1942) 14. After Midnight with Boston Blackie (1943) 15. The Chance of a Lifetime (1943) 16. One Mysterious Night (1944) 17. Boston Blackie Booked on Suspicion (1945) 18. Boston Blackie's Rendezvous (1945) 19. A Close Call for Boston Blackie (1946) 20. The Phantom Thief (1946) 21. Boston Blackie and the Law (1946) 22. Trapped by Boston Blackie (1948) 23. Boston Blackie's Chinese Venture (1949) | - Karl May 1. On the Brink of Paradise (1920) 2. Caravan of Death (1920) 3. The Devil Worshippers (1920) 4. Through the Wasteland (1936) 5. Die Sklavenkarawane (1958) 6. Der Löwe von Babylon (1959) 7. The Treasure of Silver Lake (1962) 8. Apache Gold (1963) 9. Old Shatterhand (1964) (aka Apaches Last Battle) 10. The Shoot or Yellow Devil (1964) 11. Last of the Renegades (1964) 12. Frontier Hellcat (1964) 13. The Treasure of the Aztecs (1965) 14. Pyramid of the Sun God (1965) 15. Rampage at Apache Wells (1965) 16. The Wild Men of Kurdistan (1965) 17. The Desperado Trail (1965) 18. Flaming Frontier (1965) 19. Fury of the Sabers (1965) 20. Legacy of the Incas (1965) 21. Half-Breed (1966) 22. Thunder at the Border (1966) 23. Winnetou and Shatterhand in the Valley of Death (1968) |

## 24
- The Lone Wolf *
  1. The Lone Wolf (1917)
  2. False Facts (1919)
  3. The Lone Wolf's Daughter (1919)
  4. The Lone Wolf (1924)
  5. The Lone Wolf Returns (1926)
  6. Alias the Lone Wolf (1927)
  7. The Lone Wolf's Daughter (1929)
  8. Last of the Lone Wolf (1930)
  9. Cheaters At Play (1932)
  10. The Lone Wolf Returns (1935)
  11. The Lone Wolf in Paris (1938)
  12. The Lone Wolf Spy Hunt (1939)
  13. The Lone Wolf Strikes (1940)
  14. The Lone Wolf Meets A Lady (1940)
  15. The Lone Wolf Keeps A Date (1941)
  16. The Lone Wolf Takes A Chance (1941)
  17. Secrets of the Lone Wolf (1941)
  18. Counter-Espionage (1942)
  19. One Dangerous Night (1943)
  20. Passport to Suez (1943)
  21. The Notorious Lone Wolf (1946)
  22. The Lone Wolf in Mexico (1947)
  23. The Lone Wolf in London (1947)
  24. The Lone Wolf and His Lady (1949)

## 25
| - Apartment Wife 1. Apartment Wife: Affair In the Afternoon (1971) 2. Apartment Wife: Secret Rendezvous (1972) 3. Apartment Wife: Unforgettable Night (1972) 4. Apartment Wife: Afternoon Bliss (1972) 5. Apartment Wife: Prime Woman (1972) 6. Apartment Wife: Night of the Rape (1973) 7. Apartment Wife: Night of Pleasure (1973) 8. Apartment Wife: Scent of a Woman (1973) 9. Apartment Wife: Playing with Fire (1973) 10. Apartment Wife: Afternoon Seduction (1974) 11. New Apartment Wife: Afternoon Beast (1974) 12. New Apartment Wife: Prostitution In Building #113 (1975) 13. New Apartment Wife: Blue Film Woman (1973) 14. New Apartment Wife: Swapping (1975) 15. Apartment Wife: Flesh Financing (1976) 16. Apartment Wife: Secret Call Girl (1976) 17. Apartment Wife: Rainy Day Affair (1977) 18. Apartment Wife: Violated Skin (1977) 19. Apartment Wife: Night By Ourselves (1978) 20. Apartment Wife: Target Bedroom (1979) 21. Apartment Wife: Lust for an Orgasm (1979) 22. Apartment Wife: Midday Adultery' (1997) 23. New Apartment Wife: Adultery is the Taste of Honey (Only for Tonight) (1999) 24. Apartment Wife: Adulterous Passion (2000) 25. Apartment Wife: Moans from Next Door (2001) - Bulldog Drummond 1. Bulldog Drummond (1923) 2. Bulldog Drummond's Third Round (1925) 3. Captain Swagger (1928) 4. Bulldog Drummond (1929) 5. Temple Tower (1930) 6. The Return of Bulldog Drummond (1934) 7. Bulldog Drummond Strikes Back (1934) 8. Bulldog Jack (1935) 9. Bulldog Drummond's Revenge (1937) 10. Bulldog Drummond at Bay (1937) 11. Bulldog Drummond Comes Back (1937) 12. Bulldog Drummond Escapes (1937) 13. Bulldog Drummond in Africa (1937) 14. Bulldog Drummond's Peril (1937) 15. Bulldog Drummond's Secret Police (1937) 16. Arrest Bulldog Drummond (1937) 17. Bulldog Drummond's Bride (1937) 18. Bulldog Drummond Strikes Back(1947) 19. Bulldog Drummond at Bay (1947) 20. The Challenge (1948) 21. 13 Lead Soldiers (1948) 22. Calling Bulldog Drummond (1951) 23. Bulldog Drummond (1952) 24. Deadlier Than the Male (1967) 25. Some Girls Do (1967) - James Bond 1. Dr. No (1962) 2. From Russia with Love (1963) 3. Goldfinger (1964) 4. Operațiunea Thunderball (1965) 5. You Only Live Twice (1967) 6. On Her Majesty's Secret Service (1969) 7. Diamonds Are Forever (1971) 8. Live and Let Die (1973) 9. The Man with the Golden Gun (1974) 10. The Spy Who Loved Me (1977) 11. Moonraker (1979) 12. For Your Eyes Only (1981) 13. Octopussy (1983) 14. A View to a Kill (1985) 15. The Living Daylights (1987) 16. Licence to Kill (1989) 17. GoldenEye (1995) 18. Tomorrow Never Dies (1997) 19. The World Is Not Enough (1999) 20. Die Another Day (2002) 21. Casino Royale (2006) (reboot) 22. Quantum Of Solace (2008) 23. Skyfall (2012) 24. Spectre (2015) 25. Nu e vreme de murit (2021) | - Maciste (1960-1965 series) 1. Maciste nella valle dei re ( Maciste in the Valley of the Kings) (1960) 2. Maciste nella terra dei ciclopi ( Maciste in the Land of the Cyclops) (1961) 3. Maciste contro il vampiro (Maciste Vs. the Vampire) (1961) 4. Il trionfo di Maciste (The Triumph of Maciste) (1961) 5. Maciste alla corte del gran khan (Maciste at the Court of the Great Khan) (1961) 6. Maciste, l'uomo più forte del mondo (Maciste, the Strongest Man in the World) (1961) 7. Maciste contro Ercole nella valle dei guai (Maciste Against Hercules in the Vale of Woe) (1961) 8. Totò contro Maciste (Totò vs Maciste) (1962) 9. Maciste all'inferno (Maciste in Hell) (1962) 10. Maciste contro el sheik (Maciste Vs. the Sheik) (1962) 11. Maciste, il gladiatore piu forte del mondo (Maciste, the World's Strongest Gladiator) (1962) 12. Maciste contro i mostri (Maciste vs. the Monsters) (1962) 13. Maciste contro i cacciatori di teste (Maciste Vs. the Headhunters) (1962) 14. Maciste, l'eroe piu grande del mondo (Maciste, the World's Greatest Hero) (1963) 15. Zorro contro Maciste (Zorro Vs. Maciste) (1963) 16. Maciste contro i mongoli (Maciste Vs. the Mongols) (1963) 17. Maciste nell'inferno di gengis khan (Maciste in Genghis Khan's Hell) (1964) 18. Maciste alla corte dello zar (Maciste at the Court of the Czar) (1964) 19. Maciste, gladiatore di sparta (Maciste, Gladiator of Sparta) ( 1964) 20. Maciste nelle miniere de re salomone (Maciste in King Solomon's Mines) (1964) 21. Maciste e la regina de Samar (Maciste and the Queen of Samar) (1964) 22. La valle dell'eco tonante (Valley of the Thundering Echo) (1964) (aka Maciste and the Women of the Valley) 23. Ercole, Sansone, Maciste e Ursus: gli invincibili (Hercules, Samson, Maciste and Ursus: The Invincibles) (1964) 24. Gli invicibili fratelli Maciste (The Invincible Brothers Maciste) (1964) 25. Maciste il vendicatore dei mayas (Maciste, Avenger of the Mayans) (1965) - Range Busters 1. The Range Busters (1940) 2. Trailing Double Trouble (1940) 3. West of Pinto Basin (1940) 4. Trail of the Silver Spurs (1941) 5. The Kid's Last Ride (1941) 6. Tumbledown Ranch in Arizona (1941) 7. Wrangler's Roost (1941) 8. Fugitive Valley (1941) 9. Saddle Mountain Roundup (1941) 10. Tonto Basin Outlaws (1941) 11. Underground Rustlers (1941) 12. Thunder River Feud (1942) 13. Rock River Renegades (1942) 14. Boot Hill Bandits (1942) 15. Texas Trouble Shooters (1942) 16. Arizona Stage Coach (1942) 17. Texas to Bataan (1942) 18. Trail Riders (1942) 19. Two Fisted Justice (1943) 20. Haunted Ranch (1943) 21. Land of Hunted Men (1943) 22. Cowboy Commandos (1943) 23. Black Market Rustlers (1943) 24. Bullets and Saddles (1943) 25. Black Market Rustlers (1943) |

## 26
| - Blue Demon 1. Blue Demon (El Demonio Azul) (1964) 2. Blue Demon contra el poder satánico (Blue Demon vs Satanic Power) (1964) 3. Blue Demon en la sombra del murciélago (Blue Demon in "Shadow of The Bat") (1966) 4. Blue Demon contra las aranas infernales (Blue Demon vs The Infernal Spiders) (1966) 5. Blue Demon contra cerebros infernales (Blue Demon vs The Infernal Brains) (1966) 6. Blue Demon contra las diabólicas (Blue Demon vs The Diabolical Women) (1966) 7. Blue Demon destructor de espías (Blue Demon, Destroyer of Spies) (1967) 8. Blue Demon en pasaporte à la muerte (Blue Demon in "Passport To Death") (1967) 9. Blue Demon contra las invasoras (Blue Demon vs. The Women Invaders) (1968) (aka Blue Demon y las seductoras (Blue Demon and the Seductresses)) 10. Santo contra Blue Demon en la Atlántida (Santo vs Blue Demon in Atlantis) (1969) 11. Santo el enmascarado de plata y Blue Demon contra los monstruos (Santo and Blue Demon vs The Monsters) (1969) 12. Santo y Blue Demon en el mundo de los muertos (Santo & Blue Demon in "World of the Dead") (1969) 13. Los campeones justicieros (The Champions of Justice) (1970) 14. Las momias de Guanajuato (The Mummies of Guanajuato) (1970) 15. Blue Demon y Zovek en "La invasión de los muertos" (Blue Demon & Zovek In "The Invasion of The Dead") (1971) 16. La noche de la muerte (Blue Demon in "Night of Death") (1972) 17. Blue Demon en la mafia amarilla (Blue Demon In "The Yellow Mafia") (1972) 18. Vuelven los campeones justicieros (The Champions of Justice Return) (1972) 19. Santo y Blue Demon contra Drácula y el Hombre Lobo (Santo & Blue Demon vs. Dracula & The Wolfman) (1972) 20. Santo y Blue Demon en "Las bestias del terror" (Santo & Blue Demon in "The Beasts of Terror") (1972) 21. El triunfo de los campeones justicieros (Triumph of The Champions of Justice) (1973) 22. Santo y Blue Demon contra el doctor Frankenstein (Santo & Blue Demon vs Dr. Frankenstein) (1973) 23. El hijo de Alma Grande (The Son of Alma Grande) (1974) 24. La mansion de las siete momias (Mansion of The Seven Mummies) (1975) 25. Misterio en las Bermudas (Mystery In Bermuda) (1977) 26. Blue Demon, el campeón (Blue Demon, The Champion) (1989) (V) |

## 27
Format:Out of date
| - Maciste (Silent series) 1. Cabiria (1914) 2. Maciste (1915) (aka Marvelous Maciste) 3. Maciste bersagliere (Maciste the Ranger) (1916) 4. Maciste alpino (1916) (aka Maciste The Warrior) 5. Maciste atleta (Maciste the Athlete) (1917) 6. Maciste medium (Maciste the Clairvoyant) (1917) 7. Maciste poliziotto (Maciste the Detective) (1917) 8. Maciste turista (Maciste the Tourist) (1917) 9. Maciste sonnambulo (Maciste the Sleepwalker) (1918) 10. La Rivincita di Maciste (Maciste's Revenge (1919) 11. Il Testamento di Maciste (Maciste's Will) (1919) 12. Il Viaggio di Maciste (Maciste's Journey) (1919) 13. Maciste I (Maciste the First) (1919) 14. Maciste contro la morte (Maciste Vs Death) (1919) 15. Maciste innamorato (Maciste in Love) (1919) 16. Maciste in vacanza (Maciste on Vacation) (1920) 17. Maciste salvato dalle acque (Maciste, Rescued from the Waters) (1920) 18. Maciste e la figlia del re della Plata (Maciste and the Silver King's Daughter) (1922) 19. Maciste und die Japanerin (Maciste and the Japanese) (1922) 20. Maciste contro Maciste (Maciste Vs Maciste) (1923) 21. Maciste und die chinesische truhe (Maciste and the Chinese Trunk) (1923) 22. Maciste e il nipote di America (Maciste's American Nephew) (1924) 23. Maciste imperatore (Maciste the Emperor) (1924) 24. Maciste contro lo sceicco (Maciste Vs the Sheik) (1925) 25. Maciste all'inferno (Maciste in Hell) (1926) 26. Maciste nella gabbia dei leoni (Maciste in the Lions' Den) (1926) 27. il Gigante delle Dolemite (The Giant From the Dolomite) (1927) - Rin Tin Tin 1. The Man from Hell’s River (1922) 2. My Dad (1922) 3. Where the North Begins (1923) 4. Shadows of the North (1923) 5. Find Your Man (1924) 6. The Lighthouse by the Sea (1924) 7. Tracked in the Snow Country (1925) 8. Below the Line (1925) 9. Clash of the Wolves (1925) 10. The Night Cry (1926) 11. A Hero of the Big Snows (1926) 12. The Hills of Kentucky (1927) 13. Tracked by the Police (1927) 14. Jaws of Steel (1927) 15. A Dog of the Regiment (1927) 16. While London Sleeps (1926) 17. A Race for Life (1928) 18. Rinty of the Desert (1928) 19. Land of the Silver Fox (1928) 20. The Million Dollar Collar (1929) 21. Frozen River (1929) 22. Tiger Rose (1929) 23. The Lone Defender (1930) 24. On the Border (1930) 25. The Man Hunter (1930) 26. Rough Waters (1930) 27. The Lightning Warrior (1931) | - Super Sentai * needs to be updated 1. JAKQ Dengeki Tai (1977) 2. JAKQ vs. Goranger (1978) 3. Changeman the Movie (1985) 4. Changeman: Shuttle Base in Danger! (1985) 5. Kakuranger the Movie (1994) 6. Super Sentai World (1994) 7. Ohranger the Movie (1995) 8. Ohranger vs. Kakuranger (1996) 9. Carranger vs. Ohranger (1997) 10. Megaranger vs. Carranger (1998) 11. Gingaman vs. Megaranger (1999) 12. GoGoV vs. Gingaman (2000) 13. GoGoV: Sudden Shock! A New Warrior! (2000) 14. GoGoV vs. Gingaman (2000) 15. Timeranger vs. GoGoV (2001) 16. Gaoranger: Fire Mountain Howls (2001) 17. Gaoranger vs. Super Sentai (2001) 18. Hurricanger Movie (2002) 19. Hurricanger vs. Gaoranger (2002) 20. Abaranger Deluxe (2003) 21. Abaranger vs. Hurricanger (2004) 22. Dekaranger the Movie: Full Blast Action (2004) 23. Dekaranger vs. Abaranger (2005) 24. Magiranger the Movie: The Bride Inferhia (2005) 25. Magiranger vs. Dekaranger (2005) 26. Boukenger the Movie: The Greatest Precious (2006) 27. Boukenger vs. Super Sentai (2007) - Zatoichi* 1. Zatōichi monogatari (1962) 2. Zoku Zatōichi monogatari (1962) 3. Shin Zatōichi monogatari (1963) 4. Zatōichi kyōjō-tabi (1963) 5. Zatōichi kenka-tabi (1963) 6. Zatōichi senryō-kubi (1964) 7. Zatōichi abare tako (1964) 8. Zatōichi kesshō-tabi (1964) 9. Zatōichi sekisho-yaburi (1964) 10. Zatōichi nidan-giri (1965) 11. Zatōichi sakate-giri (1965) 12. Zatōichi jigoku-tabi (1965) 13. Zatōichi no uta ga kikoeru (1966) 14. Zatōichi umi o wataru (1966) 15. Zatōichi tekka-tabi (1967) 16. Zatōichi rōyaburi (1967) 17. Zatōichi chikemuri-kaidō (1967) 18. Zatōichi hatashijō (1968) 19. Zatōichi kenka-daiko (1968) 20. Zatōichi to Yōjinbō (1970) 21. Zatōichi abare-himatsuri (1970) 22. Shin Zatōichi: Yabure! Tōjin-ken (1971) 23. Zatōichi goyō-tabi (1972) 24. Shin Zatōichi monogatari: Oreta tsue (1972) 25. Shin Zatōichi monogatari: Kasama no chimatsuri (1973) 26. Zatōichi (1989) 27. Zatoichi (2003) |

## 28
| - Blondie * 1. Blondie (1938) 2. Blondie Meets the Boss (1939) 3. Blondie Takes a Vacation (1939) 4. Blondie Brings Up Baby (1939) 5. Blondie on a Budget (1940) 6. Blondie Has Servant Trouble (1940) 7. Blondie Plays Cupid (1940) 8. Blondie Goes Latin (1941) 9. Blondie in Society (1941) 10. Blondie Goes to College (1942) 11. Blondie's Blessed Event (1942) 12. Blondie for Victory (1942) 13. It's a Great Life (1943) 14. Footlight Glamour (1943) 15. Leave It to Blondie (1945) 16. Life with Blondie (1945) 17. Blondie's Lucky Day (1946) 18. Blondie Knows Best (1946) 19. Blondie's Big Moment (1947) 20. Blondie's Holiday (1947) 21. Blondie in the Dough (1947) 22. Blondie's Anniversary (1947) 23. Blondie's Reward (1948) 24. Blondie's Secret (1948) 25. Blondie's Big Deal (1949) 26. Blondie Hits the Jackpot (1949) 27. Blondie's Hero (1950) 28. Beware of Blondie (1950) - The Cisco Kid * 1. The Caballero's Way (1914) 2. The Border Terror (1919) 3. In Old Arizona (1928) 4. The Arizona Kid (1930) 5. The Slippery Pearls (1931) 6. The Cisco Kid (1931) 7. Return of the Cisco Kid (1939) 8. The Cisco Kid and the Lady (1939) 9. Lucky Cisco Kid (1940) 10. Viva Cisco Kid (1940) 11. The Gay Caballero (1940) 12. Romance of the Rio Grande (1941) 13. Ride on Vaquero (1941) 14. The Cisco Kid Returns (1945) 15. The Cisco Kid In Old New Mexico (1945) 16. South of the Rio Grande (1945) 17. The Gay Cavalier (1946) 18. South of Monterey (1946) 19. Beauty and the Bandit (1946) 20. Riding the California Trail (1947) 21. Robin Hood of Monterey (1947) 22. King of the Bandits (1947) 23. Valiant Hombre (1948) 24. The Gay Amigo (1949) 25. The Daring Caballero (1949) 26. Satan's Cradle (1949) 27. The Girl From San Lorenzo (1950) 28. The Cisco Kid (1994) | - Red Ryder 1. The Adventures of Red Ryder (1940) 2. Tucson Raiders (1944) 3. Marshal of Reno (1944) 4. The San Antonio Kid (1944) 5. Cheyenne Wildcat (1944) 6. Vigilantes of Dodge City (1944) 7. Sheriff of Las Vegas (1944) 8. Great Stagecoach Robbery (1945) 9. Lone Texas Ranger (1945) 10. Phantom of The Plains (1945) 11. Marshal of Laredo (1945) 12. Colorado Pioneers (1945) 13. Wagon Wheels Westward (1945) 14. California Gold Rush (1946) 15. Sheriff of Redwood Valley (1946) 16. Sun Valley Cyclone (1946) 17. Conquest of Cheyenne (1946) 18. Santa Fe Uprising (1946) 19. Stagecoach to Denver (1946) 20. Vigilantes of Boomtown (1947) 21. Homesteaders of Paradise Valley (1947) 22. Oregon Trail Scouts (1947) 23. Rustlers of Devil's Canyon (1947) 24. Marshal of Cripple Creek (1947) 25. Ride, Ryder, Ride (1949) 26. Roll, Thunder, Roll (1949) 27. The Fighting Redhead (1950) 28. The Cowboy and the Prizefighter (1950) |

## 29
| - Godzilla * 1. Gojira (1954) 2. Godzilla Raids Again (1955) 3. King Kong vs. Godzilla (1962) 4. Mothra vs. Godzilla (1964) 5. Ghidorah, the Three-Headed Monster (1964) 6. Invasion of Astro-Monster (1965) 7. Ebirah, Horror of the Deep (1966) 8. Son of Godzilla (1967) 9. Destroy All Monsters (1968) 10. All Monsters Attack (1969) 11. Godzilla vs. Hedorah (1971) 12. Godzilla vs. Gigan (1972) 13. Godzilla vs. Megalon (1973) 14. Godzilla vs. Mechagodzilla (1974) 15. Terror of Mechagodzilla (1975) 16. The Return of Godzilla (1984) 17. Godzilla vs. Biollante (1989) 18. Godzilla vs. King Ghidorah (1991) 19. Godzilla vs. Mothra (1992) 20. Godzilla vs. Mechagodzilla II (1993) 21. Godzilla vs. SpaceGodzilla (1994) 22. Godzilla vs. Destoroyah (1995) 23. Godzilla 2000: Millennium (1999) 24. Godzilla vs. Megaguirus (2000) 25. Godzilla, Mothra and King Ghidorah: Giant Monsters All-Out Attack (2001) 26. Godzilla Against Mechagodzilla (2002) 27. Godzilla: Tokyo S.O.S. (2003) 28. Godzilla: Final Wars (2004) 29. Godzilla (2014) | - Tarzan (1932-1970 series) 1. Tarzan the Ape Man (1932) 2. Tarzan and His Mate (1934) 3. Tarzan Escapes (1936) 4. Tarzan Finds a Son! (1939) 5. Tarzan's Secret Treasure (1941) 6. Tarzan's New York Adventure (1942) 7. Tarzan Triumphs (1943) 8. Tarzan’s Desert Mystery (1943) 9. Tarzan and the Amazons (1945) 10. Tarzan and the Leopard Woman (1946) 11. Tarzan and the Huntress (1947) 12. Tarzan and the Mermaids (1948) 13. Tarzan's Magic Fountain (1949) 14. Tarzan and the Slave Girl (1950) 15. Tarzan's Peril (1951) 16. Tarzan's Savage Fury (1952) 17. Tarzan and the She-Devil (1953) 18. Tarzan's Hidden Jungle (1955) 19. Tarzan and the Lost Safari (1957) 20. Tarzan and the Trappers (1958) 21. Tarzan's Fight for Life (1958) 22. Tarzan's Greatest Adventure (1959) 23. Tarzan the Magnificent (1960) 24. Tarzan Goes to India (1962) 25. Tarzan's Three Challenges (1963) 26. Tarzan and the Valley of Gold (1966) 27. Tarzan and the Great River (1967) 28. Tarzan and the Jungle Boy (1968) 29. Tarzan's Deadly Silence (1970) |

## 30
| - Django 1. Django (1966) 2. Django, this bullet for You (1966) 3. Django strikes first (1966) 4. Django the last slaughter (1967) 5. Django, shoot! If You alive, shoot! (1967) 6. Don't wait, Django! Shoot! (1967) 7. Son of Django (1967) 8. Ten thousand dollars for a massacre (1967) 9. Man, pride, revenge (1967) 10. Django kills slowly (1968) 11. Django get a coffin ready! (1968) 12. Django does not forgive (1969) 13. Gallows-rope for Django (1969) 14. False Django (1969) 15. Django the bastard (1969) 16. One damned day at dawn… Django meets Sartana (1969) 17. Django against Sartana (1970) 18. Django and Sartana are coming… It's the end! (1970) 19. Sartana’s here… trade your pistol for a coffin (1970) 20. Django defies Sartana (1971) 21. Django is always No. 2 (1971) 22. Django's cut price corpses (1971) 23. A ballad of Django (1971) 24. A gun for Django (1971) 25. A man called Django (1971) 26. Shoot, Django! Shoot first! (1971) 27. Django... Adios! (1972) 28. Long live Django! (1972) 29. Django strikes again (1987) 30. Sukiyaki Western: Django (2007) |

## Peste 30 de filme

### 31
- Carry On *
  1. Carry On Sergeant (1958)
  2. Carry On Nurse (1959)
  3. Carry On Teacher (1959)
  4. Carry On Constable (1960)
  5. Carry On Regardless (1961)
  6. Carry On Cruising (1962)
  7. Carry On Cabby (1963)
  8. Carry On Jack (1963)
  9. Carry On Spying (1964)
  10. Carry On Cleo (1964)
  11. Carry On Cowboy (1965)
  12. Carry On Screaming (1966)
  13. Don't Lose Your Head (1966)
  14. Follow That Camel (1967)
  15. Carry On Doctor (1967)
  16. Carry On Up the Khyber (1968)
  17. Carry On Camping (1969)
  18. Carry On Again Doctor (1969)
  19. Carry On Up the Jungle (1970)
  20. Carry On Loving (1970)
  21. Carry On Henry (1971)
  22. Carry On at Your Convenience (1971)
  23. Carry On Matron (1971)
  24. Carry On Abroad (1972)
  25. Carry On Girls (1973)
  26. Carry On Dick (1974)
  27. Carry On Behind (1975)
  28. Carry On England (1976)
  29. That's Carry On! (1978)
  30. Carry On Emmannuelle (1978)
  31. Carry On Columbus (1992)

- Barbie
  1. Barbie and the Rockers: Out of this World (1987) (TV)
  2. Barbie and The Sensations: Rockin' Back to Earth (1987) (TV)
  3. Barbie and Ken: Magical Fairy World (1989) (TV) (Lost Film)
  4. Barbie in the Nutcracker (2001) (V)
  5. Barbie as Rapunzel (2002) (V)
  6. Barbie of Swan Lake (2003) (V)
  7. My Scene Jammin' in Jamaica (2003)
  8. Barbie as the Princess and the Pauper (2004) (V)
  9. My Scene: Masquerade Madness (2004)
  10. Barbie Fairytopia (2005) (V)
  11. Barbie and the Magic of Pegasus (2005) (V)
  12. My Scene Goes Hollywood (2005) (V)
  13. Barbie Mermaidia (2006) (V)
  14. The Barbie Diaries (2006) (V)
  15. Barbie in the 12 Dancing Princesses (2006) (V)
  16. Barbie Fairytopia: Magic of the Rainbow (2007) (V)
  17. Barbie as the Island Princess (2007) (V)
  18. Barbie Mariposa (2008) (V)
  19. Barbie and the Diamond Castle (2008) (V)
  20. Barbie in a Christmas Carol (2008) (V)
  21. Barbie Fairytopia: Magical Twist of Time (2009) (V)
  22. Barbie as the Sleeping Beauty (2009) (V)
  23. Barbie Thumbelina (2009) (V)
  24. Barbie and the Three Musketeers (2009) (V)
  25. Barbie in A Mermaid Tale (2010) (V)
  26. Barbie: A Fashion Fairy Tale (2010) (V)
  27. Barbie: A Fairy Secret (2011) (V)
  28. Barbie: The Movie (2011) (live action)
  29. Barbie as Snow White and Rose Red (2011)(V)
  30. Barbie: A Centaur's Winter (2011) (V)
  31. Barbie: Black Beauty (2012) (V)

### 32
- Doraemon (A)
  1. Doraemon: Nobita's Dinosaur (1980)
  2. Doraemon: The Record of Nobita: Spaceblazer (1981)
  3. Doraemon: Nobita and the Haunts of Evil (1982)
  4. Doraemon: Nobita's Monstrous Underwater Castle (1983)
  5. Doraemon: Nobita's Great Adventure into the Underworld (1984)
  6. Doraemon: Nobita's Little Star Wars (1985)
  7. Doraemon: Nobita and the Steel Troops (1986)
  8. Doraemon: Nobita and the Knights of Dinosaurs (1987)
  9. Doraemon: Nobita's parallel "Journey to the West" (1988)
  10. Doraemon: Nobita at the Birth of Japan (1989)
  11. Doraemon: Nobita and the Animal Planet (1990)
  12. Doraemon: Nobita in Dorabian Nights (1991)
  13. Doraemon: Nobita and the Kingdom of Clouds (1992)
  14. Doraemon: Nobita and Tin-Plate Labyrinth (1993)
  15. Doraemon: Nobita and Fantastic Three Musketeers (1994)
  16. Doraemon: Nobita's Genesis Diary (1995)
  17. Doraemon: Nobita and Galactic Express (1996)
  18. Doraemon: Nobita's Adventure in Clockwork City (1997)
  19. Doraemon: Nobita's South Sea Adventure (1998)
  20. Doraemon: Nobita's Adventure: Drifts in the Universe (1999)
  21. Doraemon: Nobita and the Legend of the Sun King (2000)
  22. Doraemon: Nobita and the Winged Braves (2001)
  23. Doraemon: Nobita and the Robot Kingdom (2002)
  24. Doraemon: Nobita and the Wind Wizard (2003)
  25. Doraemon: Nobita's Wannyan Space-Time Odyssey (2004)
  26. Doraemon: Nobita's Dinosaur 2006 (2006)
  27. Doraemon the Movie: Nobita's New Great Adventure into the Underworld - The Seven Magic Users (2007)
  28. Doraemon: Nobita and the Green Giant Legend 2008 (2008)
  29. Doraemon: The New Record of Nobita: Spaceblazer (2009)
  30. Doraemon: Nobita's Great Battle of the Mermaid King (2010)
  31. Doraemon: Nobita and the New Steel Troops—Winged Angels (2011)
  32. Doraemon: Nobita and the Island of Miracles—Animal Adventure (2012)

### 35
| - Hesokuri shacho 1. Hesokuri shacho (1956) 2. Zoku hesokuri shacho (1956) 3. Harikiri shacho (1956) 4. Oshaberi shacho (1957) 5. Shachô sandaiki (1958) 6. Shin santô jûyaku: Tabi to onna to sake no maki (1960) 7. Shin santô jûyaku: Ataru mo hakke no maki (1960) 8. Sararîman Chûshingura (1960) 9. Zoku sararîman Chushingura (1961) 10. Shachô dochuki (1961) 11. Zoku shachô dochuki: onna oyabun taiketsu no maki (1961) 12. Sarariman shimizu minato (1962) 13. Zoku sararîman shimizu minato (1962) 14. Shachô yôkôki (1962) 15. Zoku shachô yôkôki (1962) 16. Shachô manyûki (1963) 17. Shachô gaiyûki (1963) 18. Zoku shachô manyûki (1963) 19. Zoku shachô gaiyûki (1963) 20. Shachô shinshiroku (1964) 21. Zoku shachô shinshiroku (1964) 22. Shachô ninpôchô (1965) 23. Zoku shachô ninpôchô (1965) 24. Shachô gyôjôki (1966) 25. Zoku shachô gyôjôki (1966) 26. Shachô senichiya (1967) 27. Zoku shachô senichiya (1967) 28. Shachô hanjôki (1968) 29. Zoku shacho hanjôki (1968) 30. Shachô emmachô (1969) 31. Zoku shachô emmachô (1969) 32. Shachô gaku ABC (1970) 33. Zoku shachô gaku ABC (1970) 34. Showa hito keta shachô tai futaketa shain (1971) 35. Zoku Showa hito keta shachô tai futaketa shain: Getsu-getsu kasui moku kinkin (1971) | - Kamen Rider * 1. Go! Go! Kamen Rider (1971) 2. Kamen Rider vs. Shocker (1972) 3. Kamen Rider vs. Hell Ambassador (1972) 4. Kamen Rider V3 (1973) 5. Kamen Rider V3 vs. Destron Monsters (1973) 6. Kamen Rider X (1974) 7. Kamen Rider X: The Five Riders Vs. King Dark (1974) 8. Hanuman and the Five Riders (unofficial release) (1974) 9. Kamen Rider Stronger (1975) 10. All Together! Seven Kamen Riders (1976) 11. This Is Kamen Rider BLACK (1987) 12. Kamen Rider BLACK: Hurry to Evil Island (1988) 13. Kamen Rider BLACK: Fear! Evil Monster Mansion (1989) 14. Kamen Rider ZO (1993) 15. Kamen Rider J (1994) 16. Kamen Rider World (1994) 17. Kamen Rider Kuuga: New Year's Special (2000) 18. Kamen Rider Kuuga: Versus the Strong Monster Go-Jiino-Da (2000) 19. Kamen Rider Agito: Project G4 (2001) 20. Kamen Rider Agito Special: Another New Henshin (2001) 21. Kamen Rider Agito: Three Rider TV-kun Special (2001) 22. Kamen Rider Ryuki: Episode Final (2002) 23. Kamen Rider Ryuki Special: 13 Riders (2002) 24. Kamen Rider Ryuki: Kamen Rider Ryuki Versus Kamen Rider Agito (2002) 25. Kamen Rider 555: Paradise Lost (2003) 26. Kamen Rider 555: The Musical (2003) 27. Kamen Rider Blade: Missing Ace (2004) 28. Kamen Rider Blade: Blade vs. Blade (2004) 29. Kamen Rider Blade: New Generation (2004) 30. Kamen Rider Hibiki and the Seven War Demons (2005) 31. Kamen Rider Hibiki: Asumu Henshin: You Can Be An Oni Too (2005) 32. Kamen Rider the First (2005) 33. Kamen Rider Kabuto: God Speed Love (2006) 34. Kamen Rider Kabuto & Gatack: Birth! Enter Hyper Gatack! (2006) 35. Kamen Rider the Next (2007) |

### 36
- Perry Mason *
  1. The Case of the Howling Dog (1934)
  2. The Case of the Curious Bride (1935)
  3. The Case of the Lucky Legs (1935)
  4. The Case of the Velvet Claws (1936)
  5. The Case of the Black Cat (1936)
  6. The Case of the Stuttering Bishop (1937)
  7. Perry Mason Returns (1985) (TV)
  8. Perry Mason: The Case of the Notorious Nun (1986) (TV)
  9. Perry Mason: The Case of the Shooting Star (1986) (TV)
  10. Perry Mason: The Case of the Lost Love (1987) (TV)
  11. Perry Mason: The Case of the Sinister Spirit (1987) (TV)
  12. Perry Mason: The Case of the Murdered Madam (1987) (TV)
  13. Perry Mason: The Case of the Scandalous Scoundrel (1987) (TV)
  14. Perry Mason: The Case of the Avenging Ace (1988) (TV)
  15. Perry Mason: The Case of the Lady in the Lake (1988) (TV)
  16. Perry Mason: The Case of the Lethal Lesson (1989) (TV)
  17. Perry Mason: The Case of the Musical Murder (1989) (TV)
  18. Perry Mason: The Case of the All-Star Assassin (1989) (TV)
  19. Perry Mason: The Case of the Poisoned Pen (1990) (TV)
  20. Perry Mason: The Case of the Desperate Deception (1990) (TV)
  21. Perry Mason: The Case of the Silenced Singer (1990) (TV)
  22. Perry Mason: The Case of the Defiant Daughter (1990) (TV)
  23. Perry Mason: The Case of the Ruthless Reporter (1991) (TV)
  24. Perry Mason: The Case of the Maligned Mobster (1991) (TV)
  25. Perry Mason: The Case of the Glass Coffin (1991) (TV)
  26. Perry Mason: The Case of the Fatal Fashion (1991) (TV)
  27. Perry Mason: The Case of the Fatal Framing (1992) (TV)
  28. Perry Mason: The Case of the Reckless Romeo (1992) (TV)
  29. Perry Mason: The Case of the Heartbroken Bride (1992) (TV)
  30. Perry Mason: The Case of the Skin-Deep Scandal (1993) (TV)
  31. Perry Mason: The Case of the Telltale Talk Show Host (1993) (TV)
  32. Perry Mason: The Case of the Killer Kiss (1993) (TV)
  33. A Perry Mason Mystery: The Case of the Wicked Wives (1993) (TV)
  34. A Perry Mason Mystery: The Case of the Lethal Lifestyle (1994) (TV)
  35. A Perry Mason Mystery: The Case of the Grimacing Governor (1994) (TV)
  36. A Perry Mason Mystery: The Case of the Jealous Jokester (1995) (TV)

### 35
- Abbott and Costello **
  1. Buck Privates (1941)
  2. In the Navy (1941)|
  3. Hold That Ghost (1941)
  4. Keep 'Em Flying (1941)
  5. Ride 'Em Cowboy (1942)
  6. Rio Rita (1942)
  7. Pardon My Sarong (1942)
  8. Who Done It? (1942)
  9. It Ain't Hay (1943)
  10. Hit The Ice (1943)
  11. In Society (1944)
  12. Lost in a Harem (1944)
  13. Here Come the Co-Eds (1945)
  14. The Naughty Nineties (1945)
  15. Abbott and Costello in Hollywood (1945)
  16. Little Giant (1946)
  17. The Time of Their Lives (1946)
  18. Buck Privates Come Home (1947) (Sequel to Buck Privates)
  19. The Wistful Widow of Wagon Gap (1947)
  20. The Noose Hangs High (1948)
  21. Abbott and Costello Meet Frankenstein (1948)
  22. Mexican Hayride (1948)
  23. Africa Screams (1949)
  24. Abbott and Costello Meet the Killer, Boris Karloff (1949)
  25. Abbott and Costello in the Foreign Legion (1950)
  26. Abbott and Costello Meet the Invisible Man (1951)
  27. Comin' Round the Mountain (1951)
  28. Jack and the Beanstalk (1952)
  29. Lost in Alaska (1952)
  30. Abbott and Costello Meet Captain Kidd (1952)
  31. Abbott and Costello Go to Mars (1953)
  32. Abbott and Costello Meet Dr. Jekyll and Mr. Hyde (1953)
  33. Abbott and Costello Meet the Keystone Kops (1955)
  34. Abbott and Costello Meet the Mummy (1955)
  35. Dance with Me, Henry (1956)

### 39
- Scotland Yard (aka Case Histories of Scotland Yard)
  1. The Drayton Case (1953)
  2. The Missing Man (1953)
  3. The Candlelight Murder (1953)
  4. The Silent Witness (1954)
  5. The Strange Case of Blondie (1954)
  6. The Blazing Caravan (1954)
  7. The Dark Stairway (1954)
  8. Late Night Final (1954)
  9. Fatal Journey (1954)
  10. Passenger to Tokyo (1954)
  11. The Mysterious Bullet (1955)
  12. Night Plane to Amsterdam (1955)
  13. The Stateless Man (1955)
  14. Murder Anonymous (1955)
  15. Wall of Death (1956)
  16. The Case of the River Morgue (1956)
  17. Destination Death (1956)
  18. Person Unknown (1956)
  19. Bullet from the Past (1957)
  20. The Lonely House (1957)
  21. Inside Information (1957)
  22. The Case of the Smiling Widow (1957)
  23. The Mail Van Murder (1957)
  24. Night Crossing (1957)
  25. The White Cliffs Mystery (1957)
  26. The Tyburn Case (1957)
  27. Print of Death (1958)
  28. Crime of Honour (1958)
  29. The Crossroad Gallows (1958)
  30. The Unseeing Eye (1959)
  31. The Ghost Train Murder (1959)
  32. The Dover Road Mystery (1960)
  33. The Last Train (1960)
  34. Evidence in Concrete (1960)
  35. The Grand Junction Case (1961)
  36. The Silent Weapon (1961)
  37. The Never Never Murder (1961)
  38. Wings of Death (1961)
  39. The Square Mile Murder (1961)

### 47
- Charlie Chan
  1. The House Without a Key (1926)
  2. The Chinese Parrot (1927)
  3. Behind That Curtain (1929)
  4. The Black Camel (1931)
  5. Charlie Chan Carries On (1931)
  6. Charlie Chan's Chance (1932)
  7. Charlie Chan's Greatest Case (1933)
  8. Charlie Chan's Courage (1934)
  9. Charlie Chan in London (1934)
  10. Charlie Chan in Paris (1935)
  11. Charlie Chan in Egypt (1935)
  12. Charlie Chan in Shanghai (1935)
  13. Charlie Chan's Secret (1936)
  14. Charlie Chan at the Circus (1936)
  15. Charlie Chan at the Race Track (1936)
  16. Charlie Chan at the Opera (1936)
  17. Charlie Chan at the Olympics (1937)
  18. Charlie Chan on Broadway (1937)
  19. Charlie Chan at Monte Carlo (1938)
  20. Charlie Chan in Honolulu (1938)
  21. Charlie Chan in Reno (1939)
  22. Charlie Chan at Treasure Island (1939)
  23. City in Darkness (1939)
  24. Charlie Chan's Murder Cruise (1940)
  25. Charlie Chan at the Wax Museum (1940)
  26. Charlie Chan in Panama (1940)
  27. Murder Over New York (1940)
  28. Dead Men Tell (1941)
  29. Charlie Chan in Rio (1941)
  30. Castle in the Desert (1942)
  31. Charlie Chan in the Secret Service (1944)
  32. The Chinese Cat (1944)
  33. Meeting at Midnight (1944)
  34. The Shanghai Cobra (1945)
  35. The Red Dragon (1945)
  36. The Scarlet Clue (1945)
  37. The Jade Mask (1945)
  38. Shadows Over Chinatown (1946)
  39. Dangerous Money (1946)
  40. Dark Alibi (1946)
  41. The Trap (1946) (aka Murder at Malibu Beach)
  42. The Chinese Ring (1947)
  43. Docks of New Orleans (1948)
  44. Shanghai Chest (1948)
  45. The Golden Eye (1948)
  46. The Feathered Serpent (1948)
  47. The Sky Dragon (1949)

### 48
| - The Bowery Boys 1. Live Wires (1946) 2. In Fast Company (1946) 3. Bowery Bombshell (1946) 4. Spook Busters (1946) 5. Mr. Hex (1946) 6. Hard Boiled Mahoney (1947) 7. News Hounds (1947) 8. Bowery Buckaroos (1947) 9. Angels' Alley (1948) 10. Jinx Money (1948) 11. Smuggler's Cove (1948) 12. Trouble Makers (1948) 13. Fighting Fools (1949) 14. Hold That Baby! (1949) 15. Angels in Disguise (1949) 16. Master Minds (1949) 17. Blonde Dynamite (1950) 18. Lucky Losers (1950) 19. Triple Trouble (1950) 20. Blues Busters (1950) 21. Bowery Battalion (1951) 22. Ghost Chasers (1951) 23. Let's Go Navy! (1951) 24. Crazy Over Horses (1951) 25. Hold That Line (1952) 26. Here Come the Marines (1952) 27. Feudin' Fools (1952) 28. No Holds Barred (1952) 29. Jalopy (1953) 30. Loose in London (1953) 31. Clipped Wings (1953) 32. Private Eyes (1953) 33. Paris Playboys (1954) 34. The Bowery Boys Meet the Monsters (1954) 35. Jungle Gents (1954) 36. Bowery to Bagdad (1955) 37. High Society (1955) 38. Spy Chasers (1955) 39. Jail Busters (1955) 40. Dig That Uranium (1956) 41. Crashing Las Vegas (1956) 42. Fighting Trouble (1956) 43. Hot Shots (1956) 44. Hold That Hypnotist (1957) 45. Spook Chasers (1957) 46. Looking for Danger (1957) 47. Up in Smoke (1957) 48. In the Money (1958) - Tora-san 1. Otoko wa tsurai yo (1969) 2. Zoku otoko wa tsurai yo (1969) 3. Otoko wa tsurai yo: Fuuten no Tora (1970) 4. Shin otoko wa tsurai yo (1970) 5. Otoko wa tsurai yo: Boukyou hen (1970) 6. Otoko wa tsurai yo: Junjo hen (1971) 7. Otoko wa tsurai yo: Funto hen (1971) 8. Otoko wa tsurai yo: Torajiro koiuta (1971) 9. Otoko wa tsurai yo: Shibamata bojo (1972) 10. Otoko wa tsurai yo: Torajiro yumemakura (1972) 11. Otoko wa tsurai yo: Torajiro wasurenagusa (1973) 12. Otoko wa tsurai yo: Watashi no tora-san (1973) 13. Otoko wa tsurai yo: Torajiro koiyatsure (1974) 14. Otoko wa tsurai yo: Torajiro komoriuta (1974) 15. Otoko wa tsurai yo: Torajiro aiaigasa (1975) 16. Otoko wa tsurai yo: Katsushika risshihen (1975) 17. Otoko wa tsurai yo: Torajiro yuuyake koyake (1976) 18. Otoko wa tsurai yo: Torajiro junjoshishu (1976) 19. Otoko wa tsurai yo: Torajiro to tonosama (1977) 20. Otoko wa tsurai yo: Torajiro gambare! (1977) 21. Otoko wa tsurai yo: Torajiro wagamichi wo yuku (1978) 22. Otoko wa tsurai yo: Uwasa no torajiro (1978) 23. Otoko wa tsurai yo: Tonderu torajiro (1979) 24. Otoko wa tsurai yo: Torajiro haru no yume (1979) 25. Otoko wa tsurai yo: Torajiro haibisukasu no hana (1980) 26. Otoko wa tsurai yo: Torajiro kamome uta (1980) 27. Otoko wa tsurai yo: Naniwa no koino torajiro (1981) 28. Otoko wa tsurai yo: Torajiro kamifusen (1981) 29. Otoko wa tsurai yo: Torajiro ajisai no koi (1982) 30. Otoko wa tsurai yo: Hana mo arashi mo Torajiro (1982) 31. Otoko wa tsurai yo: Tabi to onna to Torajiro (1983) 32. Otoko wa tsurai yo: Kuchibue wo fuku Torajiro (1983) 33. Otoko wa tsurai yo: Yogiri ni musebu torajiro (1984) 34. Otoko wa tsurai yo: Torajiro shinjitsu ichiro (1984) 35. Otoko wa tsurai yo: Torajiro renaijuku (1985) 36. Otoko wa tsurai yo: Shibamata yori ai wo komete (1985) 37. Otoko wa tsurai yo: Shiawase no aoi tori (1986) 38. Otoko wa tsurai yo: Shiretoko bojo (1987) 39. Otoko wa tsurai yo: Torajiro monogatari (1987) 40. Otoko wa tsurai yo: Torajiro sarada kinenbi (1988) 41. Otoko wa tsurai yo: Torajiro kokoro no tabiji (1989) 42. Otoko wa tsurai yo: Boku no ojisan (1989) 43. Otoko wa tsurai yo: Torajiro no kyuujitsu (1990) 44. Otoko wa tsurai yo: Torajiro no kokuhaku (1991) 45. Otoko wa tsurai yo: Torajiro no seishun (1992) 46. Otoko wa tsurai yo: Torajiro no endan (1993) 47. Otoko wa tsurai yo: Haikei, Kuruma Torajiro sama (1994) 48. Otoko wa tsurai yo: Torajiro kurenai no hana (1995) | - Edgar Wallace Mysteries 1. The Clue of the Twisted Candle (1960) 2. Marriage of Convenience (1960) 3. The Man Who Was Nobody (1960) 4. The Malpas Mystery (1960) 5. The Clue of the New Pin (1960) 6. The Fourth Square (1961) 7. Partners in Crime (1961) 8. The Clue of the Silver Key (1961) 9. Attempt To Kill (1961) 10. The Man at the Carlton Tower (1961) 11. Never Back Losers (1961) 12. The Sinister Man (1961) 13. Man Detained (1961) 14. Backfire (1961) 15. Candidate for Murder (1962) 16. Flat Two (1962) 17. The Share Out (1962) 18. Time to Remember (1962) 19. Number Six (1962) 20. Solo for Sparrow (1962) 21. Death Trap (1962) 22. Locker 69 (1962) 23. Playback (1962) 24. Locker Sixty-Nine (1962) 25. The Set Up (1962) 26. On the Run (1962) 27. Incident at Midnight (1963) 28. Return to Sender (1963) 29. Ricochet (1963) 30. The £20,000 Kiss (1963) 31. The Double (1963) 32. The Partner (1963) 33. To Have and To Hold (1963) 34. The Rivals (1963) 35. Five To One (1963) 36. Accidental Death (1963) 37. Downfall (1963) 38. The Verdict (1964) 39. We Shall See (1964) 40. Who Was Maddox? (1964) 41. Act of Murder (1964) 42. Face of a Stranger (1964) 43. Never Mention Murder (1964) 44. The Main Chance (1964) 45. Game for Three Losers (1965) 46. Change Partners (1965) 47. Strangler's Web (1965) 48. Dead Man's Chest (1965) |

### 51
- The Three Mesquiteers
  1. The Three Mesquiteers (1936)
  2. Ghost Town Gold (1936)
  3. Roarin' Lead (1936)
  4. Riders of the Whistling Skull (1937)
  5. Hit the Saddle (1937)
  6. Gunsmoke Ranch (1937)
  7. Come On, Cowboys ! (1937)
  8. Range Defenders (1937)
  9. Heart of the Rockies (1937)
  10. The Trigger Trio (1937)
  11. Wild Horse Rodeo (1937)
  12. The Purple Vigilantes (1938)
  13. Call the Mesquiteers (1938)
  14. Outlaws of Sonora (1938)
  15. Riders of the Black Hills (1938)
  16. Heroes of the Hills (1938)
  17. Pals of the Saddle (1938)
  18. Overland Stage Raiders (1938)
  19. Santa Fe Stampede (1938)
  20. Red River Range (1938)
  21. The Night Riders (1939)
  22. Three Texas Steers (1939)
  23. Wyoming Outlaw (1939)
  24. New Frontier (1939)
  25. The Kansas Terrors (1939)
  26. Cowboys From Texas (1939)
  27. Heroes of the Saddle (1940)
  28. Pioneers of the West (1940)
  29. Covered Wagon Days (1940)
  30. Rocky Mountain Rangers (1940)
  31. Oklahoma Renegades (1940)
  32. Under Texas Skies (1940)
  33. The Trail Blazers (1940)
  34. Lone Star Raiders (1940)
  35. Prairie Pioneers (1941)
  36. Pals of the Pecos (1941)
  37. Saddlemates (1941)
  38. Gangs of Sonora (1941)
  39. Outlaws of Cherokee Trail (1941)
  40. Gauchos of El Dorado (1941)
  41. West of Cimarron (1941)
  42. Code of the Outlaw (1942)
  43. Raiders of the Range (1942)
  44. Westward Ho (1942)
  45. The Phantom Plainsmen (1942)
  46. Shadows On the Sage (1942)
  47. Valley of Hunted Men (1942)
  48. Thundering Trails (1943)
  49. The Blocked Trail (1943)
  50. Santa Fe Scouts (1943)
  51. Riders of the Rio Grande (1943)

### 52
- Santo
  1. Santo contra el cerebro del mal (Santo Vs. The Evil Brain) (1958)
  2. Santo contra hombres infernales (Santo vs. The Infernal Men) (1958)
  3. Santo contra los zombies (Santo vs. The Zombies) (1961) (aka Invasion of the Zombies)
  4. Santo contra el rey del crimen (Santo vs. The King of Crime) (1961)
  5. Santo en el hotel de la muerte (Santo In The Hotel of Death) (1961)
  6. Santo contra el cerebro diabolico  (Santo vs. the Diabolical Brain) (1962)
  7. Santo contra las mujeres vampiro (Santo vs. The Vampire Women) (1962) (aka Samson vs. the Vampire Women)
  8. Santo en el museo de cera (Santo In The Wax Museum) (1963) (aka Samson in the Wax Museum)
  9. Santo contra el estrangulador (Santo vs. The Strangler (1963)
  10. El espectro del estrangulador (Santo vs. The Ghost of the Strangler) (1963)
  11. Blue Demon contra el poder satánico (Blue Demon vs. Satanic Power) (1964)
  12. Santo en Atacan las brujas (Santo in The Witches Attack) (1964)
  13. El hacha diabólica (Santo in The Diabolical Axe) (1964)
  14. Santo en los profanadores de tumbas (Santo in The Grave Robbers) (1965)
  15. Santo en el Barón Brakola (Santo in Baron Brakola) (1965)
  16. Santo contra la invasión de los marcianos (Santo vs. The Martian Invasion) (1966)
  17. Santo contra los villanos del ring (Santo vs. The Villains of the Ring) (1966)
  18. Santo en Operación 67 (Santo in Operation 67) 1966)
  19. Santo en el tesoro de Moctezuma (Santo in The Treasure of Moctezuma) (1967)
  20. Santo en el tesoro de Drácula (Santo in Dracula's Treasure) (1968) (aka The Vampire and Sex)
  21. Santo contra Capulina (Santo vs. Capulina) (1968)
  22. Santo contra Blue Demon en la Atlántida (Santo vs. Blue Demon in Atlantis) (1969)
  23. Santo y Blue Demon contra los monstruos (Santo and Blue Demon vs. the Monsters) (1969)
  24. Santo y Blue Demon en el mundo de los muertos (Santo and Blue Demon in the World of the Dead) (1969)
  25. Santo contra los cazadores de cabezas (Santo vs. The Headhunters) (1969)
  26. Santo frente a la muerte (Santo Faces Death) (1969) (aka Santo vs. the Mafia Killers)
  27. Santo contra los jinetes del terror (Santo Vs The Terror Riders) (1970) (aka The Lepers and Sex)
  28. Santo en la venganza de las mujeres vampiro (Santo in the Revenge of the Vampire Women) (1970)
  29. Santo contra la mafia del vicio (Santo vs. The Mafia of Vice (1970) (aka Mission Sabotage)
  30. Santo en la venganza de la momia (Santo in the Mummy's Revenge (1970)
  31. Santo en Las momias de Guanajuato (Santo in The Mummies of Guanajuato) (1970)
  32. Santo en el misterio de la perla negra (Santo in the Mystery of the Black Pearl) (1971) (aka The Caribbean Connection)
  33. Santo contra la hija de Frankenstein (Santo vs. Frankenstein's Daughter) (1971)
  34. Santo en Misión suicida (Santo in Suicide Mission) (1971)
  35. Santo contra los asesinos de otros mundos (Santo vs. the Killers from Other Worlds) (1971)
  36. Santo y el tigresa en el aguila real (Santo and the Tigress in the Royal Eagle) (1971)
  37. Santo y Blue Demon contra Drácula y el Hombre Lobo (Santo and Blue Demon Vs. Dracula and the Wolf Man) (1972)
  38. Santo contra los secuestradores (Santo Vs. The Kidnappers) (1972)
  39. Santo contra la magia negra (Santo vs. Black Magic) (1972)
  40. Santo y Blue Demon en las bestias del terror (Santo and Blue Demon in the Beasts of Terror) (1972)
  41. Santo contra las lobas (Santo vs. The She-Wolves) (1972)
  42. Santo en Anónimo mortal (Santo in Anonymous Death Threat) (1972)
  43. Santo y Blue Demon contra el doctor Frankenstein (Santo and Blue Demon Vs Dr. Frankenstein) (1973)
  44. Santo contra el doctor Muerte (Santo Vs Dr. Death) (1973) (aka Santo Strikes Again, The Masked Man Strikes Again)
  45. Santo en la venganza de la llorona (Santo in the Revenge of the Crying Woman) (1974)
  46. Santo en Oro negro (Santo in Black Gold) (1975) (aka La Noche de San Juan)
  47. Santo en el Misterio en las Bermudas (Santo in The Bermuda Mystery) (1977)
  48. Santo en la frontera del terror (Santo at the Border of Terror) (1979) (aka Santo vs. the White Shadow)
  49. Santo contra el asesino de televisión (Santo vs. the TV Killer) (1981)
  50. Chanoc y el hijo del Santo contra los vampiros asesinos (Chanoc and Son of Santo vs. The Killer Vampires) (1981)
  51. Santo en el puño de la muerte (Santo in Fist of Death) (1982)
  52. Santo en la furia de los karatekas (Santo in Fury of the Karate Experts) (1982)

### 64
- The Durango Kid
  1. The Durango Kid (1940)
  2. The Return of the Durango Kid (1945)
  3. Both Barrels Blazing (1945)
  4. Rustlers of the Badlands (1945)
  5. Outlaws of the Rockies (1945)
  6. Blazing the Western Trail (1945)
  7. Lawless Empire (1945)
  8. Texas Panhandle (1945)
  9. Frontier Gunlaw (1946)
  10. Roaring Rangers (1946)
  11. Gunning for Vengeance (1946)
  12. Galloping Thunder (1946)
  13. Two-Fisted Stranger (1946)
  14. The Desert Horseman (1946)
  15. Heading West (1946)
  16. Landrush (1946)
  17. Terror Trail (1946)
  18. The Fighting Frontiersman (1946)
  19. South of the Chisholm Trail (1947)
  20. The Lone Hand Texan (1947)
  21. West of Dodge City (1947)
  22. Law of the Canyon (1947)
  23. Prairie Raiders' (1947)
  24. The Stranger from Ponca City (1947)
  25. Riders of the Lone Star (1947)
  26. Buckaroo from Powder River (1947)
  27. Last Days of Boot Hill (1947)
  28. Six-Gun Law (1948)
  29. Phantom Valley (1948)
  30. West of Sonora (1948)
  31. Whirlwind Raiders (1948)
  32. Blazing Across the Pecos (1948)
  33. Trail to Laredo (1948)
  34. El Dorado Pass (1948)
  35. Quick on the Trigger (1948)
  36. Challenge of the Range (1949)
  37. Desert Vigilante (1949)
  38. Laramie (1949)
  39. The Blazing Trail (1949)
  40. Bandits of El Dorado (1949)
  41. Horsemen of the Sierras (1949)
  42. Renegades of the Sage (1949)
  43. Trail of the Rustlers (1950)
  44. Outcasts of Black Mesa (1950)
  45. Texas Dynamo (1950)
  46. Streets of Ghost Town (1950)
  47. Across the Badlands (1950)
  48. Raiders of Tomahawk Creek (1950)
  49. Frontier Outpost (1950)
  50. Lightning Guns (1950)
  51. Prairie Roundup (1951)
  52. Ridin' the Outlaw Trail (1951)
  53. Fort Savage Raiders (1951)
  54. Snake River Desperadoes (1951)
  55. Bonanza Town (1951)
  56. Cyclone Fury (1951)
  57. The Kid from Amarillo (1951)
  58. Pecos River (1951)
  59. Smoky Canyon (1952)
  60. The Hawk of Wild River (1952)
  61. Laramie Mountains (1952)
  62. The Rough, Tough West (1952)
  63. Junction City (1952)
  64. The Kid from Broken Gun (1952)

### 66
- Hopalong Cassidy
  1. Hop-A-Long Cassidy (1935) (reissued as "Hopalong Cassidy Enters")
  2. The Eagle's Brood (1935)
  3. Bar 20 Rides Again (1935)
  4. Call of the Prairie (1936)
  5. Three On The Trail (1936)
  6. Heart Of The West (1936)
  7. Hopalong Cassidy Returns (1936)
  8. Trail Dust (1936)
  9. Borderland (1937)
  10. Hills Of Old Wyoming (1937)
  11. North Of The Rio Grande (1937)
  12. Rustlers' Valley (1937)
  13. Hopalong Cassidy Rides Again (1937)
  14. Texas Trail (1937)
  15. Partners Of The Plains (1938)
  16. Cassidy Of The Bar 20 (1938)
  17. Heart of Arizona (1938)
  18. Bar 20 Justice (1938)
  19. Pride of the West (1938)
  20. In Old Mexico (1938)
  21. The Frontiersmen (1938) (sometimes mistakenly listed as "The Frontiersman")
  22. Sunset Trail (1939)
  23. Silver On The Sage (1939)
  24. The Renegade Trail (1939)
  25. Range War (1939)
  26. Law Of The Pampas (1939)
  27. Santa Fe Marshal (1940)
  28. The Showdown (1940)
  29. Hidden Gold (1940)
  30. Stagecoach War (1940)
  31. Three Men From Texas (1940)
  32. The Doomed Caravan (1941)
  33. In Old Colorado (1941)
  34. Border Vigilantes (1941)
  35. Pirates On Horseback (1941)
  36. Wide Open Town (1941)
  37. Stick to Your Guns (1941)
  38. Secrets of the Wasteland (1941)
  39. Twilight on the Trail (1941)
  40. Outlaws Of The Desert (1941)
  41. Riders Of The Timberline (1941)
  42. Leather Burners (1942)
  43. Hoppy Serves a Writ (1942)
  44. Undercover Man (1942)
  45. Border Patrol (1943)
  46. Lost Canyon (1943)
  47. Colt Comrades (1943)
  48. Bar 20 (1943)
  49. False Colors (1943)
  50. Riders Of The Deadline (1943)
  51. Texas Masquerade (1944)
  52. Lumberjack (1944)
  53. Mystery Man (1944)
  54. Forty Thieves (1944)
  55. The Devil's Playground (1946)
  56. Fool's Gold (1947)
  57. Unexpected Guest (1947)
  58. Dangerous Venture (1947)
  59. Hoppy's Holiday (1947)
  60. The Marauders (1947)
  61. Silent Conflict (1948)
  62. The Dead Don't Dream (1948)
  63. Sinister Journey (1948)
  64. Borrowed Trouble (1948)
  65. False Paradise (1948)
  66. Strange Gamble (1948)

### 89
- Wong Fei Hung
  1. Huang Fei-hong zhuan: Bian feng mie zhu (1949)
  2. Huang Fei-hong chuan (1949)
  3. Huang Fei-hong chuan di san ji xie zhan Liuhua qiao (1950)
  4. Huang Fei-hong chuan da jie ju (1951)
  5. Huang Fei-hong xie ran Furong gu (1952)
  6. Huang Feihong yu jiu Haichuang si shang ji (1953)
  7. Huang Feihong yu jiu Haichuang si xia ji (1953)
  8. Huang Fei-hong yi gun fu san ba (1953)
  9. Huang Fei-hong chu shi wu ying jiao (1954)
  10. Huang Fei-hong yu Lin Shi-rong (1955)
  11. Huang Fei-hong chang ti jian ba (1955)
  12. Huang Fei-hong Huadi chuang po (1955)
  13. Huang Fei-hong wen zhen si pai lou (1955)
  14. Huang Fei-hong yi jiu mai yu can (1956)
  15. Huang Fei-hong yi jiu long mu miao (1956)
  16. Huang Fei-hong tie ji dou wu gong (1956)
  17. Huang Fei-hong xing juan hui qi lin (1956)
  18. Huang Fei-hong shui di san qin Su Shulian (1956)
  19. Huang Fei-hong tian hou miao jin xiang (1956)
  20. Huang Fei-hong Shamian fu shen quan (1956)
  21. Huang Fei-hong san hu nu biao shi (1956)
  22. Huang Fei-hong qi shi hui jin long (1956)
  23. Huang Fei-hong qi dou huo qi lin (1956)
  24. Huang Fei-hong nu tun shi er shi (1956)
  25. Huang Fei-hong long zhou duo jin (1956)
  26. Huang Fei-hong huo shao Daoshatou (1956)
  27. Huang Fei-hong lei tai bi wu (1956)
  28. Huang Fei-hong gu si jiu qing seng (1956)
  29. Huang Fei-hong Guanshan da he shou (1956)
  30. Huang Fei-hong gong chuan jian ba (1956)
  31. Huang Fei-hong du bei dou wu long (1956)
  32. Huang Fei-hong da zhan Shuangmendi (1956)
  33. Huang Fei-hong da nao hua deng (1956)
  34. Huang Fei-hong da nao Foshan (1956)
  35. Huang Fei-hong fu er hu (1956)
  36. Huang Fei-hong heng sao Xiao Beijiang (1956)
  37. Huang Fei-hong hua ting feng yun (1956)
  38. Huang Fei-hong Henan yu xie zhan (1957)
  39. Huang Fei-hong die xie ma an shan (1957)
  40. Huang Fei-hong da po fei dao dang (1957)
  41. Huang Fei-hong er long zheng zhu (1957)
  42. Huang Fei-hong ye tan hei long shan (1957)
  43. Huang Fei-hong xie jian su po wu (1957)
  44. Huang Fei-hong tie ji dou shen ying (1958)
  45. Huang Fei-hong da po Ma gu zhuang (1958)
  46. Huang Fei-hong da po jin zhao zhang (1958)
  47. Huang Fei-hong da nao feng huang gang (1958)
  48. Huang Fei-hong long zheng hou dou (1958)
  49. Huang Fei-hong lei tai dou san hu (1958)
  50. Huang Fei-hong bei kun hei di yu (1959)
  51. Huang Fei-hong hu peng fu hu (1959)
  52. Huang Fei-hong yi guan cai hong qiao (1959)
  53. Huang Fei-hong lei tai zheng ba zhan (1960)
  54. Huang Fei-hong yuan da po wu hu zhen (1961)
  55. Huang Fei-hong hu zhao hui qan ying (1967)
  56. Huang Fei-hong wei zhen wu yang cheng (1968)
  57. Huang Fei-hong xing shi du ba mei hua zhuang (1968)
  58. Huang Fei-hong rou bo hei ba wang (1968)
  59. Huang Fei-hong quan wang zheng ba (1968)
  60. Huang Fei-hong zui da ba jin gang (1968)
  61. Huang Fei-hong yu xie liu huang gu (1969)
  62. Huang Fei-hong qiao duo sha yu qing (1969)
  63. Huang Fei-hong hu de dou wu lang (1969)
  64. Huang Fei Hong yong po lie huo zhen (1973)
  65. Huang Fei-hong xiao lin quan (1974)
  66. Huang Fei Hong yi qu ding cai di (1974)
  67. Huang Fei-hong yu liu a cai (1976)
  68. Huang fei hong si da di zi (1977)
  69. Jui kuen (1978)
  70. Lin shi rong (1979)
  71. Huang Fei Hong yu gui jiao qi (1980)
  72. Wu guan (1981)
  73. Yong zhe wu ju (1981)
  74. Foo gwai lit che (1986)
  75. Long xing tian xia (1989)
  76. Wong Fei Hung (1991)
  77. Huang Fei Hong xiao zhuan (1992)
  78. Huang Fei-hong xi lie zhi yi dai shi (1992)
  79. Wong Fei Hung ji yi: Naam yi dong ji keung (1992)
  80. Huang Fei Hong zhi nan er dang bao guo (1993)
  81. Huang Fei Hong dui Huang Fei Hong (1993)
  82. Huang Fei-Hong zhi gui jiao qi (1993)
  83. Wong Fei Hung ji saam: Si wong jaang ba (1993)
  84. Wong Fei-hung zhi sei: Wang zhe zhi feng (1993)
  85. Wong Fei-hung chi tit gai dau neung gung (1993)
  86. Siu nin Wong Fei Hung ji Tit Ma Lau (1993)
  87. Wong Fei-hung zhi wu: Long cheng jian ba (1994)
  88. Jui kuen II (1994)
  89. Wong Fei-hung chi saiwik hung si (1997)